# Premi Lumière 2013
La cerimonia di premiazione della 18ª edizione dei Premi Lumière si è svolta il 18 gennaio 2013.

## Vincitori e candidati
I vincitori sono indicati in grassetto, a seguire gli altri candidati.
Miglior film
- Amour, regia di Michael Haneke
- Un sapore di ruggine e ossa (De rouille et d'os), regia di Jacques Audiard
- Camille redouble, regia di Noémie Lvovsky
- Holy Motors, regia di Leos Carax
- Les Adieux à la Reine, regia di Benoît Jacquot

Miglior regista
- Jacques Audiard - Un sapore di ruggine e ossa (De rouille et d'os)
- Leos Carax - Holy Motors
- Michael Haneke - Amour
- Noémie Lvovsky - Camille redouble
- Cyril Mennegun - Louise Wimmer

Migliore sceneggiatura
- Jacques Audiard e Thomas Bidegain - Un sapore di ruggine e ossa (De rouille et d'os)
- Leos Carax - Holy Motors
- Benoît Jacquot e Gilles Taurand - Les Adieux à la Reine
- Noémie Lvovsky, Maud Ameline, Pierre-Olivier Mattei e Florence Seyvos - Camille redouble
- Valérie Zenatti e Thierry Binisti - Une Bouteille à la mer

Miglior attrice
- Emmanuelle Riva – Amour
- Marion Cotillard - Un sapore di ruggine e ossa (De rouille et d'os)
- Catherine Frot – La cuoca del presidente (Les Saveurs du palais)
- Noémie Lvovsky - Camille redouble
- Corinne Masiero - Louise Wimmer

Miglior attore
- Jean-Louis Trintignant – Amour
- Guillaume Canet - Une Vie meilleure
- Denis Lavant - Holy Motors
- Jérémie Renier - Cloclo
- Matthias Schoenaerts - Un sapore di ruggine e ossa (De rouille et d'os)

Migliore promessa femminile
- Judith Chemla, Julia Faure e India Hair - Camille redouble
- Agathe Bonitzer - Une Bouteille à la mer
- Izïa Higelin - Mauvaise fille
- Sofiia Manousha - Le noir (te) vous va si bien
- Soko - Augustine

Migliore promessa maschile
- Ernst Umhauer - Nella casa (Dans la maison)
- Clément Métayer - Qualcosa nell'aria (Après mai)
- Stéphane Soo Mongo – Rengaine
- Pierre Niney - Comme des frères
- Mahmoud Shalaby - Une Bouteille à la mer

Miglior film francofono
- La Pirogue, regia di Moussa Touré
- À perdre la raison, regia di Joachim Lafosse
- Laurence Anyways, regia di Xavier Dolan
- Sister (L'Enfant d'en haut), regia di Ursula Meier
- Monsieur Lazhar, regia di Philippe Falardeau

Premio Speciale della CST
- Antoine Héberlé - Héritage e Quelques heures de printemps

Premio speciale
- Camille redouble, regia di Noémie Lvovsky

Premio Lumière onorario
- Claudia Cardinale